# ヴァイマル憲法
ヴァイマル憲法（ヴァイマルけんぽう、ドイツ語: Weimarer Verfassung）は、第一次世界大戦敗北を契機として勃発したドイツ革命によってドイツ帝国が崩壊した後に、それまでのビスマルク憲法に代わるものとして制定されたドイツ（ヴァイマル共和政）の憲法である。憲法典に記されている公式名はドイツ国家（ライヒ）憲法（Die Verfassung des Deutschen Reichs）。1919年8月11日制定、8月14日公布・施行。ワイマール憲法と表記される場合も多い。

## 概要
ドイツの憲法は、フランクフルト憲法（1849年）や現在のボン基本法（1949年）のように、その憲法が制定された都市の名をつけて通称とする慣例があり、ヴァイマル憲法も憲法制定議会が開催された都市ヴァイマルの名に由来する通称である。
ドイツで初めて共和政を定めた憲法であり、20歳以上の男女の普通選挙に基づく議会政治や、国民の直接選挙で選ばれる大統領制を定めた。さらに、世界で初めて労働者の団結権などの社会権の保障を明記しており、時代のさきがけとなる民主的な憲法であった。
しかし、国民社会主義ドイツ労働者党（ナチ党）の権力掌握によって「憲法変更的立法」である全権委任法が1933年に成立すると、ヴァイマル憲法はほぼその機能を停止した。ナチス・ドイツの敗戦により全権委任法と関連法令が無効とされ、1949年のドイツ連邦共和国基本法（西ドイツ、いわゆるボン基本法）とドイツ民主共和国憲法（東ドイツ）の制定によってドイツの新たな憲法体制がスタートした。

## 制定までの経緯
1918年のドイツ革命で君主制の廃止と共和制への移行が宣言されたのを受けて、同年11月14日に人民委員評議会はドイツ民主党の政治家で弁護士であったフーゴー・プロイスを内務行政長官に任命し、憲法草案の起草を委託した。プロイスは、明文化されていたにもかかわらず施行されずに終わったパウロ教会憲法を下敷きに、5週間で草案（プロイス案）を作成した。プロイス案は、憲法制定国民議会選挙の翌日である1919年1月20日に公表された。この時点では、プロイス案作成のための小委員会の委員であったマックス・ウェーバーの意見が取り入れられていたが、その内容は、中央集権的な性格の強い憲法案であった。この段階では国民の基本的権利については最小限のものしか保障されていなかったが、これは議論が長期化することを恐れてのことで、政府は基本権を充実するとの約束と引き換えに草案を了承した。その後ドイツ各邦の代表者による討議が行われたが、全国政府への中央集権と自治権のバランスを巡って激しい意見の対立が生じた。草案ではラントの再編も予定されて（特に人口・面積が大きかったプロイセン州の分割など）いたが、既得権益を奪われると考えた州政府の反発を招き、憲法案は中央集権的な性格を弱めた内容に修正された。
2月に入り議論の場はヴァイマル国民劇場の憲法制定国民議会の憲法起草委員会に移された。2月下旬には修正版の憲法草案が国民議会に提出され、以後は、憲法起草委員会で議論された。当時、最も民主的だと評された条文の多くが、この憲法起草委員会の議論の中で加えられた。以後4か月に渡って各条の審議と修正が行われた。
憲法草案は全部で5回の改訂を経て、7月31日、本会議において最終的な採決が行われ、賛成262票、反対75票、棄権1票で可決成立した。しかし、83人の議員が採決を欠席し、手続きに問題はないものの国民の総意とは言い難い採決となった。
採決における賛成票はヴァイマル連合の議員たちからのもの、反対票は独立社会民主党の議員と過半数の右翼の議員によるものである。大部分の議員が後にドイツ共産党に入党したことでもわかるように独立社会民主党は暴力革命路線であり、反民主主義的だったのでヴァイマル憲法には反対した。また、右翼議員は、フーゴー・プロイスは戦勝国の手先であり、そのプロイスの手による憲法は非ドイツ的であって、そのような憲法でドイツ人を拘束することには反対だと主張した。
賛成派議員の間でもヴァイマル憲法に関する批判が噴出した。ある者は、中央集権的な性格が弱すぎると、また、ある者は各州の独立性が不十分であると主張した。特に留意すべき点は、この段階で既に、ヴァイマル憲法第48条（いわゆる、緊急事態条項の1つ）に関して懸念を抱く議員がいたことである。彼等は、大統領権限が強大過ぎて、民主主義を脅かすかもしれないと考えていたが、この懸念は後に的中する。
初代大統領に選出されたフリードリヒ・エーベルトが1919年8月11日に調印し制定、8月14日に公布・施行された。

## 構成

### 前文
原文：Das Deutsche Volk einig in seinen Stämmen und von dem Willen beseelt, sein Reich in Freiheit und Gerechtigkeit zu erneuen und zu festigen, dem inneren und dem äußeren Frieden zu dienen und den gesellschaftlichen Fortschritt zu fördern, hat sich diese Verfassung gegeben.
訳：ドイツ国民は、その諸部族の一致のもとに、かつ、ライヒを自由と正義とにおいて新しくかつ確固たるものにし、その内外における平和に奉仕し、そして社会の進歩を促進せんとする意思に満たされ、この憲法を自らに与えた。

### 第一編 ドイツライヒの構成及び任務
第1章 ライヒと州（第1条～第19条）
- 第1条
 (1) ドイツライヒは共和国である。
 (2) 国家権力は国民に由来する

第2章 ライヒ国会（第20条～第40条）
- 第20条
(1) ライヒ国会はドイツ国民の選出する議員で構成される。
- 第21条
(1) 議員は、全国民の代表である。議員は良心にのみ従い、命令には拘束されない。
- 第22条
(1) 議員は、普通、平等、直接及び秘密の選挙において、20歳以上の男女により、比例代表の原則によって選出される。選挙日は、日曜日又は公の休日でなければならない。
(2) 詳細は、ライヒ選挙法が定める。

第3章 ライヒ大統領とライヒ政府（第41条～第59条）
- 第48条（英語版）：公安の安全及び秩序に著しい障害が生じ、或いはその虞がある時は、大統領は障害回復のために必要な措置を取り、この為に武力介入ができる。また、この為に大統領は国民の基本的人権の全部、又は一部を暫定的に停止することができる。[9]

第4章 ライヒ参議院（第60条～第67条）
第5章 ライヒ立法（第68条～第77条）
第6章 ライヒ行政（第78条～第101条）
第5章 ライヒ司法（第102条～第108条）

### 第二編 ドイツ人の基本権及び基本義務
第1章 個人（第109条～第118条）
- 第109条
(1) すべてドイツ人は、法の前に平等である。
(2) 男性と女性は、基本的に同一の国民としての権利及び義務を有する。
(3) 出生又は身分による公法上の特権または不利益は廃止される。貴族の称号は氏名の一部とされ、今後これを授与することは許されない。
(4) 称号は、官職又は職業を示す場合に限って与えることが許されるが、学位はこの限りでない。
(5) 勲章及び栄誉章は、国から授与されてはならない。
(6) いかなるドイツ人も、外国政府から称号又は勲章を受けてはならない。

第2章 共同生活（第119条～第134条）
第3章 宗教及び宗教団体（第135条～第141条）
- 第137条
 (6)以前から公法上認められていた宗教団体は、州法の規定を仕様とする納税者名簿に基づく徴税権を有す。
 (7) 一つの世界観を共同体として育むことを使命とする結社は宗教団体とみなす。
- 第138条
 (1) 法律、条約もしくは特別の授権規範により国家が宗教団体へ行う給付義務は、州の議会が継承する。基本原則は中央が定める。

第4章 教育及び学校（第142条～第150条）
第5章 経済生活（第151条～第165条）

### 経過規定および最終規定
（第166条～第181条）

## 内容
ヴァイマル憲法の特徴として、人権保障規定の斬新さがある。自由権に絶対的な価値を見出していた近代憲法から、特に義務教育と雇用面での社会権保障を志向する現代憲法への転換がこのヴァイマル憲法によってプログラム規定され、その後に制定された諸外国の憲法の模範となった。当時は世界で最も民主的な憲法とされ、第1条では国民主権を規定している。
体制としては領邦を州へ格下げし中央集権を規定した。その統治制度はおおよそ次のとおりである。
- 直接選挙で選ばれる国家大統領（任期7年）を国家元首とし、憲法停止の非常大権などの強大な権限を与えた。また、大統領は国家宰相（首相）の任免を行うとする半大統領制を初めて採用した。
- 選挙権は20歳以上の男女に与えられた[10]。
- 大統領は議会の解散権を有し、議会は不信任決議をすることで首相を罷免させることができる。
- 議会は、国民代表の国家議会(Reichstag)と、諸州代表の国家参議院(Reichsrat)からなる両院制である。
- 国家議会の選挙区は35、さらにいくつかの選挙区を結合した16の選挙区連合、そして一つの全国区からなる[10]。
- 国家議会の選挙方式は比例代表制で、厳正拘束名簿式である[11]。得票6万票ごとに一人が議員に選出されるため、議員定数は存在しなかった[11]。
- 国家参議院は諸州から送りこまれる代表者から構成される。
- 司法機関は通常裁判所のほかに国事裁判所がある。
- 志願兵からなる国軍(Reichswehr)を置き、大統領が直接指揮・監督する。
- 一定数の有権者による国民請願や国民投票など、直接民主制の要素を部分的に採用した。

また、ドイツ統一後も未統一のまま領邦の所有となっていた鉄道を、州に継承させるのではなくドイツ国営鉄道へ移管させる規定がある。「一般交通に利用される鉄道を国家の所有に移す。これを統一された交通施設として管理するのは国家の責任である」という第89条が直接の法的根拠である。移管の時期も第171条で規定された。それによれば、遅くとも1921年4月1日までというスケジュールであった。実際にはちょうど1年早く移管は実現した。買収価格は8つの鉄道合計で390億マルクと概算された。なお資金難により諸州への支払はなされなかった。

## 問題点
ヴァイマル憲法は、主権者を国民とする・財産に制限をつけない20歳以上の男女平等の普通選挙をおこなう・国民の社会権を承認するなど斬新性があった。だが、有権者の直接選挙で選出された大統領に首相の任免権、国会解散権、憲法停止の非常大権、国軍の統帥権など、かつての皇帝なみの強権が規定された。これらの権限は混乱期にあった共和制成立期においては各種の反乱鎮圧に際して実際に発動された。
制定当時はビスマルク憲法にくらべ、はるかに民主的な憲法とされた。ヴァイマル憲法では首相の指名は大統領の指名のみが条件であったが、議会は首相を不信任することもできた。当時の憲法解釈では首相指名には議会優位説がとなえられており、エーベルト大統領は議会の支持が得られる人物を首相に任命していた。しかし、完全比例代表制の弊害である少数政党乱立を防止するための阻止条項たる最低得票率制限 がなかったため、ヴァイマル共和政では複数政党による連立内閣となることが一般的で、政党間の連立協議がかえって政局の混乱を増幅することも多かった。選挙制度改革はたびたび議論されたものの、ついに成立しなかった。
この情勢を解決するため、首相指名には大統領の権限が優先されるという大統領優位説が次第に浸透するようになった。もともと右翼に近い立場だったヒンデンブルク大統領は、就任当初はエーベルトの手法を忠実に引き継いで、議会で多数を得られる人物を首相に指名していたが、政治・経済の混乱のなかで議会や政党への信頼を失い、1930年に第2次ヘルマン・ミュラー内閣が倒れたあと、議会に基盤を持たないハインリヒ・ブリューニングを後継に指名した。その後はヒンデンブルクが死去するまで大統領の指名のみを基礎とする「大統領内閣」が続くことになる。大統領内閣の首相は議会で多数派を確保できず、法案制定を大統領命令に頼るようになった。ナチ党の権力掌握期に国家社会主義ドイツ労働者党が第一党を占めたにも関わらず、アドルフ・ヒトラーが首相に指名されず、1933年1月30日になってようやく指名されたのも、ヒトラーを嫌っていたヒンデンブルクが首相指名を拒んだためである。

## ナチス・ドイツ期のヴァイマル憲法

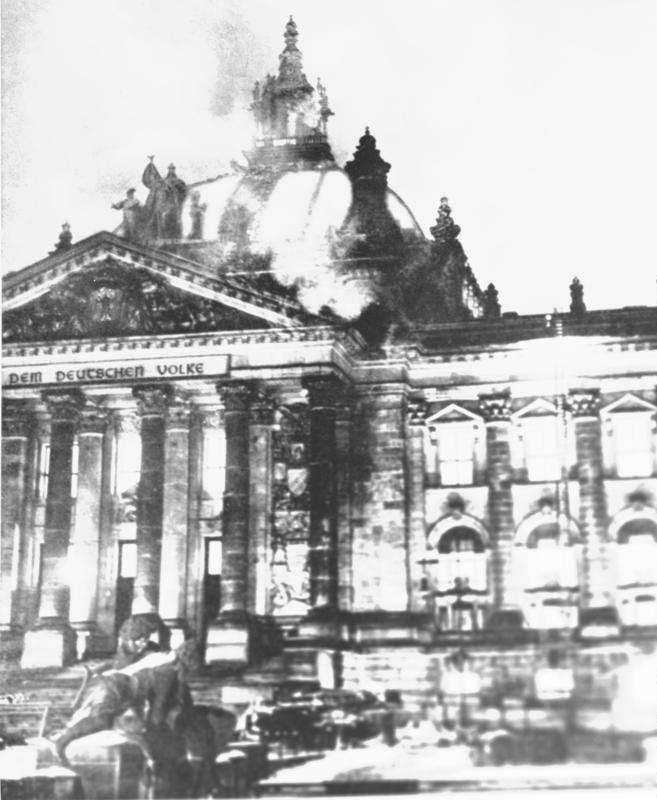
炎上する国会議事堂

ヒトラー内閣成立後間もない2月27日、国会議事堂放火事件が発生した。
ヒトラーはヒンデンブルクに迫って民族と国家防衛のための大統領令とドイツ国民への裏切りと反逆的策動に対する大統領令の2つの大統領令（ドイツ国会放火事件令）を発出させた。これにより、ヴァイマル憲法が規定していた基本的人権に関する114、115、117、118、123、124、153の各条は停止された。ヒトラーとナチ党はこの大統領令を利用し、反対派政党議員の逮捕、そして他党への脅迫材料とした。また諸州の政府を次々にクーデターで倒し、ナチ党の支配下に置いた。この時点で他の政党には、ナチ党の暴力支配に抵抗するすべはなくなった。
この状況下で制定されたのが『全権委任法』である。ヒトラーは憲法改正立法である全権委任法の制定理由を「新たな憲法体制」（Verfassung）を作るためと説明した。この法律自体ではヴァイマル憲法自体の存廃、あるいは条文の追加・削除自体は定義されなかったものの、政府に憲法に違背する権限を与える内容であった。当時の法学者カール・シュミットはこの立法によって憲法違反や新憲法制定を含む無制限の権限が与えられたと解釈している。こうして事実上ヴァイマル憲法による憲法体制は崩壊した。
1934年1月30日の『国家新構成法』第4条には「ライヒ政府は新憲法を制定できる」という条文が制定されている。同法では、憲法を改正しなければ改廃できない規定になっていた国家参議院の廃止が決定されており、政府が憲法制定行為を手続きなしに行うことが可能になった。以降行われた『国家元首に関する法律』による大統領職と首相職の統合ならびにヒトラー個人への大統領権限委譲も、この『国家新構成法』第4条を根拠としており、ヒトラーは『国家元首に関する法律』の執行布告において、自らの任命が憲法上有効であると言及している。
これ以降、ヒトラーは自らの命令根拠が成文法にあるとは言及しなくなった。ナチス・ドイツ期において憲法は明文化されたものではなく「民族の種に根ざして形成される共同体の生」つまり「民族共同体」こそが憲法とされ、実際の統治に当たっては「民族共同体の意志」を体現する総統による指導が行われることとなっていた。すなわちナチス・ドイツ時代の「憲法体制」とは、アドルフ・ヒトラーの人格を介したナチズム運動と国家との結合という前例のない体制であった。これに伴い、前述のナチスによる一連の立法によってヴァイマル憲法は形骸化したが、憲法停止及び廃止が公式に宣言されたことはなかった。事実、1934年2月3日の『ラント直接官吏の任免に関する大統領令』が憲法第46条を根拠としていたように、その後もヴァイマル憲法を根拠とした法令がいくつか発出された。
ヴァイマル憲法が正式に廃止されたのは、ナチスが廃止された1945年とされているが、詳しい日時や経緯は明らかになっておらず、建前上の解釈とされている。実際には、ドイツに対する連合国の占領政策によってドイツが東西に分割され、1949年5月24日に西ドイツにてドイツ連邦共和国基本法が施行され、同年10月7日に東ドイツにてドイツ民主共和国憲法が成立・即日施行されたことにより、ヴァイマル憲法は正式に廃止された。ただし、宗教団体の権利などについて規定した第136条、第137条、第138条、第139条、第141条の効力はドイツ連邦共和国基本法第140条の規定により有効となっており、1990年のドイツ再統一後も継続している。

## 影響
ヴァイマル憲法の失敗をもとに、戦後のドイツ連邦共和国の憲法であるボン基本法は以下のように定めた。
- 連邦大統領を連邦議会と連邦参議院による間接選挙とし、権限を儀礼的な役割に限定する。
- 必要であれば抵抗権を行使して、自由主義と民主主義を維持する義務を国民に課した（戦う民主主義）。ナチ党擁護など、明らかに自由主義・民主主義を否定する政党や政治団体には裁判所が解散命令を下すことができる。
- 連邦議会は、次期首相候補を定めることなしに内閣不信任案を発議できない（建設的不信任制度）。
- ドイツ連邦軍の統帥権は、大統領ではなく連邦内閣に属する。
- 選挙制度は小選挙区比例代表併用制を採用している。比例区においては阻止条項を導入している[25] [注釈 4]。
- 国家の危機は連邦参議院により認否される。
- 第140条の規定により、宗教団体の権利などについて規定したヴァイマル憲法第136条、第137条、第138条、第139条、第141条は引き続き有効とする。これにより、宗教団体の権利は引き続き保障される。

日本国憲法の特徴となっている国民主権・平和主義・基本的人権の尊重。基本的人権には「生存権」も含まれている。憲法制定に際して衆議院に設けられた、政府案を逐条審議したのが「芦田小委員会」。この小委員会において9条の「日本国民は…国際平和を誠実に希求し」という文言や「生存権」の条文の挿入を主張したのは、社会党の鈴木義男である。彼は「第一次大戦後のヨーロッパへの留学で「生存権」を規定したワイマール憲法に注目し、戦跡を巡って平和の尊さを感得した」。